# Secuoya (color)

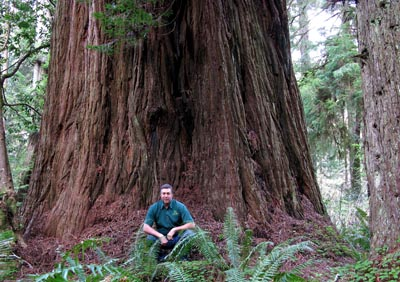
Arboricultor frente a la base de una secuoya gigante en el parque estatal Prairie Creek Redwoods, en California

Secuoya es un color rojo purpúreo, oscuro y de saturación moderada que tiene como referente específico la coloración predominante de la corteza del árbol homónimo (Sequoia sempervirens). Se le ha llamado también rojo secuoya, secoya y redwood.
Este color está incluido en el acervo iconolingüístico tradicional de la cultura norteamericana occidental.